# Фехер (језеро)
Фехер (мађ. Fehér-tó) је језеро у Мађарској и налази се у жупанији Чонград, поред града Сегедина.
Језеро се налази у Националном парку Кишкун, недалеко од града Сегедина. Парк има укупно 280 врста птица и околина језера је веома богата са шумом, која је толико густа да се не препоручује улазак у њу без водича. Парк је под заштитом државе а самим тим и језеро.